# Statue de George Floyd
Une statue en bronze de George Floyd (1973-2020), un afro-américain tué par la police à Minneapolis, a été achevée par Stanley Watts et dévoilée en 2021. Elle est située à l'extérieur de l'hôtel de ville de Newark, dans le New Jersey.

## Description
Pesant 700 livres (320 kg), la statue représente Floyd assis détendu sur un banc. Watts a dit à propos de la statue que « le monde avait besoin d'un George paisible ».

## Histoire
La statue a été commandée par Leon Pickney. La pièce a été brièvement exposée au Faison Firehouse Theatre de Harlem, New York. Elle a été donnée à la ville de Newark et mise en place le 16 juin 2021 et doit rester à son emplacement actuel pendant au moins un an.
Quelques jours après son installation, dans la nuit du 24 juin, la sculpture a été vandalisée. Le visage de la statue était peint en noir, avec le nom d'un groupe néo-nazi peint sur son torse. La peinture a été enlevée peu de temps après par le département des travaux publics de Newark. La statue a été vandalisée une seconde fois par un acteur de 37 ans en octobre 2021.